# Херман Симон (Липе)
Херман Симон фон Липе (на немски: Hermann Simon zur Lippe; Hermann Simon von Spiegelberg-Pyrmont; * 1532; † 4 юни 1576) от династията Липе е граф на Щернберг и чрез женитба граф на Шпигелберг и Пирмонт (1558 – 1576).
Той е вторият син на граф Симон V фон Липе († 1536) и втората му съпруга Магдалена фон Мансфелд-Мителорт († 1540), дъщеря на граф Гебхард VII фон Мансфелд-Мителорт († 1558) и Маргарета фон Глайхен-Бланкенхайн († 1567).
По-големият му брат Бернхард VIII (1527 – 1563) наследява баща им през 1536 г. като граф на Липе до 1546 г. под надзора на ландграф Филип I от Хесен, граф Адолф фон Шаумбург и граф Йобст II фон Хоя.

## Фамилия
Херман Симон фон Липе се жени на 18 май 1558 г. в Пирмонт за графиня Урсула фон Пирмонт-Шпигелберг (* ок. 1526; † 16 март 1583 в Пирмонт), дъщеря на граф Фридрих фон Шпигелберг-Пирмонт († 5 март 1537) и Анна фон Хонщайн-Клетенберг († 5 ноември 1537). С нея той има два сина:
- Симон фон Шпигелберг-Пирмонт (* 12 април 1559 в Копенбрюге в Пирмонт; † 1559)
- Филип граф фон Шпигелберг-Пирмонт (* 5 октомври 1560; † 11 февруари 1583 в Дойц)